# 13th (Lancashire) Parachute Battalion
Le 13th (Lancashire) Parachute Battalion est un bataillon d'infanterie aéroportée du Parachute Regiment, créé par l'armée britannique pendant la Seconde Guerre mondiale. Le bataillon est mis sur pied en mai 1943 par la conversion du 2e/4e bataillon du South Lancashire Regiment (en) à un nouveau rôle de troupes aéroportées. Il est affecté à la 5e brigade parachutiste, de la 6e division aéroportée en mai 1943.
En juin 1944, le bataillon participe à l'opération Tonga, au débarquement en Normandie et à l'avancée de la 6e division aéroportée jusqu'à la Seine, avant d'être rapatrié en Angleterre. Trois mois plus tard, le bataillon est envoyé en Belgique pour contrer l'offensive allemande des Ardennes. Plus tard, en mars 1945, il participe à la dernière opération aéroportée de la guerre : la traversée du Rhin. Après la fin de la guerre en Europe, le bataillon est envoyé en Inde pour mener des opérations contre l'Empire japonais, mais la guerre prend fin avant qu'elles ne puissent commencer. Le bataillon est alors envoyé en Malaisie britannique, à Singapour et à Java pour aider à désarmer les occupants japonais et à rétablir la souveraineté britannique. En Extrême-Orient, 252 hommes du bataillon sont condamnés pour mutinerie (les sentences à des peines de prisons seront cassées deux jours après avoir été prononcées). Peu après, en mai 1946, le bataillon est dissous.
Un bataillon portant le même numéro est recréé au sein de la Territorial Army en 1947, mais sans lien avec les traditions militaires du bataillon original. Ce deuxième 13th (Lancashire) Parachute Battalion sera absorbé en 1956 par le 4th Battalion, Parachute Regiment (en) .